# Sierra del Barbanza
Die Sierra del Barbanza, oder Serra da Barbanza (Galicisch) ist ein Gebirgszug im Nordwesten Spaniens, der sich von Noia in Galicien aus in südwestlicher Richtung bis nach Ribeira erstreckt.

## Geografie
Der Gebirgszug der Sierra del Barbanza formt eine Halbinsel zwischen zwei Rias, der Ría de Muros y Noya im Norden und der Ría de Arosa im Süden. Aufgrund der relativen Höhe von über 600 m über dem Meeresspiegel und der Nähe zum Meer formt die Sierra del Barbanza einen prominenten Höhenzug.
Höchste Erhebungen sind Monte Iroite (685 m), Pico Murralla (658 m), Torre de Inxerto (654 m) und Monte Curota (618).

## Flora und Fauna
Auf der Sierra finden sich Kiefernbestände und Ginster.
Die Sierra del Barbanza ist bekannt für Populationen von Wildpferden und dem Iberischen Wolf.